# Kristdemokratiska Seniorförbundet
Kristdemokratiska Seniorförbundet (KD Senior) bildades 1993 och är associerat till Kristdemokraterna.  Mottot för förbundet är ”Politik med seniora ögon”. Det finns inga åldersgränser för medlemskap.
Sedan 2019 är Lars O. Molin förbundsordförande och Maria Wilhelmson är förbundssekreterare.
Kristdemokratiska Seniorförbundet är medlem i den europeiska organisationen European Senior Union (ESU).

## Ordförande
- 1993–2000: Jerzy Einhorn
- 2000–2002: Stig Nyman
- 2002–2007: Bror Stefenson
- 2007–2013: Leif Olov Hallberg
- 2013–2015: Jan Erik Ågren
- 2015–2016: Sture Eriksson
- 2016–2019: Leif Olov Hallberg
- 2019-: Lars O. Molin 2019-